# Zapole (Izbiska)
Zapole – przysiółek wsi Izbiska w Polsce, położony w województwie podkarpackim, w powiecie mieleckim, w gminie Wadowice Górne.
W latach 1975–1998 przysiółek należał administracyjnie do województwa tarnowskiego.